# Język tocharski B
Język tocharski B – wymarły język należący do grupy tocharskiej języków indoeuropejskich.
Używany w oazie Kucza, w zachodniej części Kotliny Kaszgarskiej. Znany z odnalezionych tekstów buddyjskich, pochodzących z ok. VII wieku n.e. Pod względem fonologicznym należy do języków kentum.